# 杨琴 (1965年)
杨琴（1965年—），广西蒙山人，壮族，中华人民共和国政治人物、第十一届全国人民代表大会广西地区代表。
毕业于武汉水利电力学院农村水电站专业。担任广西贺州市八步区水利工程管理站副站长。2008年起担任全国人大代表。